# Ugyrczin (gmina)
Ugyrczin (bułg. Община Угърчин) – gmina w północnej Bułgarii, w obwodzie Łowecz.

## Miejscowości
Miejscowości wchodzące w skład gminy Ugyrczin:
- Dragana (bułg.: Драгана),
- Golec (bułg.: Голец),
- Kalenik (bułg.: Каленик),
- Katunec (bułg.: Катунец),
- Kirczewo (bułg.: Кирчево),
- Lesidren (bułg.: Лесидрен),
- Mikre (bułg.: Микре),
- Orlane (bułg.: Орляне),
- Sławsztica (bułg.: Славщица),
- Sopot (bułg.: Сопот),
- Ugyrczin (bułg.: Угърчин) − siedziba gminy.